# Katariina Kosola
Katariina Kosola, własc. Saara Katariina Kosola (ur. 24 lutego 2001 w Hämeenlinnie) – fińska piłkarka, występująca na pozycji pomocniczki w szwedzkim klubie Malmö FF oraz w reprezentacji Finlandii. Uczestniczka Mistrzostw Europy 2025.

## Statystyki

### Klubowe
Na podstawie:
| Klub           | Sezonów | Liga              | Liga  | Liga   | Puchar krajowy | Puchar krajowy | Kontynentalne | Kontynentalne | Suma  | Suma   |
| Klub           | Sezonów | Liga              | Mecze | Bramki | Mecze          | Bramki         | Mecze         | Bramki        | Mecze | Bramki |
| -------------- | ------- | ----------------- | ----- | ------ | -------------- | -------------- | ------------- | ------------- | ----- | ------ |
| HJK Helsinki   | 2       | Kansallinen Liiga | 41    | 9      | 6              | 4              | 1             | 0             | 1     | 0      |
| Umeå IK        | 1       | Damallsvenskan    | 24    | 2      | 3              | 1              | –             | –             | 27    | 3      |
| KIF Örebro DFF | 1       | Damallsvenskan    | 17    | 0      | 3              | 0              | –             | –             | 20    | 0      |
| BK Häcken      | 2       | Damallsvenskan    | 13    | 1      | 4              | 1              | 10            | 2             | 17    | 2      |
| Malmö FF       | 1       | Damallsvenskan    | 11    | 0      | 3              | 0              | –             | –             | 14    | 0      |
|                | Łącznie | Łącznie           | 106   | 12     | 19             | 6              | 11            | 2             | 136   | 20     |

### Reprezentacyjne
Na podstawie:
| Gole w reprezentacji | Gole w reprezentacji | Gole w reprezentacji | Gole w reprezentacji | Gole w reprezentacji | Gole w reprezentacji | Gole w reprezentacji | Gole w reprezentacji    |
| Lp.                  | Data                 | Miasto               | Przeciwnik           | Wynik                | Gole                 | Inne                 | Rozgrywki               |
| -------------------- | -------------------- | -------------------- | -------------------- | -------------------- | -------------------- | -------------------- | ----------------------- |
| 1.                   | 07.04.2023           | Poprad               | Słowacja             | 1:0 (0:0)            | 69'                  |                      | mecz towarzyski         |
| 2.                   | 22.09.2023           | Turku                | Słowacja             | 4:0 (3:0)            | 45'                  |                      | Liga Narodów UEFA       |
| 3.                   | 22.09.2023           | Turku                | Słowacja             | 4:0 (3:0)            | 75'                  |                      | Liga Narodów UEFA       |
| 4.                   | 02.07.2025           | Thun                 | Islandia             | 1:0 (0:0)            | 70'                  |                      | Mistrzostwa Europy 2025 |

## Sukcesy
Na podstawie:

### Reprezentacyjne
- Pinatar Cup 2024